# Lotte Søvre
Lotte Beate Søvre (ur. 8 stycznia 1972) – norweska zapaśniczka walcząca w stylu wolnym. Brązowa medalistka mistrzostw świata w 1989 i 1990. Druga na mistrzostwach nordyckich w 1990 roku.
Czterokrotna mistrzyni Norwegii w latach: 1986, 1987, 1990 i 1992; druga w 1989; trzecia w 1985 roku.